# -mer
-mer ist ein Konfix (Wortbestandteil) in Personennamen und Fremdwörtern.

## Personennamen
-mer ist Bestandteil von frühen germanischen Namen wie Inguiomer, Segimer, Chariomer, Filimer, Chlodomer, Gelimer.
Diese leiteten sich von gotisch mērs berühmt, sagenhaft ab.
Daraus entwickelten sich Personennamen auf -mar (Waldemar, Dietmar, Volkmar) in skandinavischen Sprachen und im Deutschen und auf -mir (Wladimir, Dragomir) in slawischen Sprachen.
Im Obersorbischen gibt es Namen auf -měr wie Radoměr, u. a.

## Chemie
In Chemie und Biochemie findet die Silbe -mer vor allem zur allgemeinen Benennung von Molekülen Verwendung.
Sie leitet sich ab von griechisch µέρος meros, deutsch ‚Teil‘, ‚Gebiet‘.
Bei Molekülen, die sich aus einer definierten Anzahl von Einheiten (in Betrachtung des Ganzen auch Untereinheiten genannt) zusammensetzen, wird ein Zahlwort wie Mono, Di, Tri, Oligo oder Poly vorangestellt, welches angibt, aus wie vielen Teilen das Molekül besteht. Ein Tetramer besteht also beispielsweise aus vier Untereinheiten. Im weitesten Sinne kann es sich dabei um ein Protein, um DNA, RNA oder um Kohlenhydrate handeln. Durch Voranstellen der Präfixe „Homo-“ oder „Hetero-“ wird angegeben, ob es sich um identische Untereinheiten handelt oder nicht. In der Biologie werden auch Proteine mit mehreren Untereinheiten, welche selbst schon aus hunderten von Aminosäuren bestehen, als Di- oder Trimere bezeichnet. Zum Beispiel wird Hämoglobin als tetrameres Protein bezeichnet, da es aus vier Untereinheiten besteht. Es wäre sinnlos, alle Proteine als „Heteropolymere“ zu bezeichnen, obwohl sie es bezüglich ihrer Zusammensetzung aus verschiedenen Aminosäuren sind.
Polymere bezeichnen auch eine Klasse von Kunststoffen, deren Moleküle aus vielen identischen Untereinheiten bestehen. Setzen sich Polymere aus verschiedenen Untereinheiten zusammen, spricht man von Heteropolymeren.

### Beispiele
- Monomer
  - Glucose, ein Traubenzucker-Monomer
  - Myoglobin, ein aus einer Globin-Häm-Einheit bestehendes Protein.
- Dimer
  - Saccharose, (Haushalts-)Zucker, bestehend aus Glucose und Fructose, ist ein Heterodimer.
- Trimer
  - AMP-aktivierte Proteinkinase, ein aus drei Untereinheiten bestehendes Enzym
- Tetramer
  - Hämoglobin, das Protein, das im Blut Sauerstoff transportiert, besteht aus vier globulären, hämhaltigen Untereinheiten und ist ein Homotetramer
- Polymer
  - Biopolymer
    - Stärke und Zellulose bestehen aus Glucosemonomeren, sind also Homobiopolymere.
    - Haare bestehen aus Keratinfilamenten (ein Heterobiopolymer).
    - Seide

  - synthetische Polymere
    - PP – Polypropylen
    - PVC – Polyvinylchlorid